# Neohelvibotys nayaritensis
Neohelvibotys nayaritensis là một loài bướm đêm trong họ Crambidae.